# Mesacanthion longispiculum
Mesacanthion longispiculum är en rundmaskart som beskrevs av Gerlach 1954. Mesacanthion longispiculum ingår i släktet Mesacanthion och familjen Enoplidae. Inga underarter finns listade i Catalogue of Life.